# Янково (Іновроцлавський повіт)
Янково (пол. Jankowo, нім. Jankowerdof) — село в Польщі, у гміні Пакосць Іновроцлавського повіту Куявсько-Поморського воєводства.
Населення — 262 особи (2011).
У 1975-1998 роках село належало до Бидгощського воєводства.

## Демографія
Демографічна структура станом на 31 березня 2011 року:
|          | Загалом | Допрацездатний вік | Працездатний вік | Постпрацездатний вік |
| -------- | ------- | ------------------ | ---------------- | -------------------- |
| Чоловіки | 125     | 34                 | 85               | 6                    |
| Жінки    | 137     | 32                 | 83               | 22                   |
| Разом    | 262     | 66                 | 168              | 28                   |